# フレデリック・カール・フリージキー
フレデリック・カール・フリージキー（Frederick Carl Frieseke、1874年4月7日 - 1939年8月24日）はアメリカ合衆国の画家である。アメリカ合衆国における「印象派」の画家の一人である。おもにフランスで作品を描いた。

## 略歴
ミシガン州のオウォッソー(Owosso)で生まれた。祖父がドイツからの移民で、父親は建築資材の工場主であった。シカゴの美術学校で学んだ後、ニューヨークのアート・スチューデンツ・リーグで学んだ。1898年にパリに渡り、アカデミー・ジュリアンでジャン＝ジョセフ・バンジャマン＝コンスタンやジャン＝ポール・ローランスに学んだ。ヨーロッパで活躍していたアメリカ人画家、ジェームズ・マクニール・ホイッスラーと知り合い強い影響を受けた。パ＝ド＝カレー県の港街エタプルや、印象派の大家、クロード・モネの邸があり、多くの印象派の画家が集まっていた、ジヴェルニーで活動し、オランダも何度か訪れた。1901年からサロン・ド・パリに毎年出展するようになった。
1900年頃からニューヨークとパリに交互に滞在する生活を続け、多くの国際展覧会に出展し、多くの賞を得た。1904年のセントルイス万国博覧会の展覧会や同じ年のミュンヘンの国際展覧会、1915年のサンフランシスコ万国博覧会の展覧会にも出展した。
ジェームズ・マクニール・ホイッスラーと同じように、女性を描いた人物画を多く描いた。淡い色使いの女性像で知られている。
1914年にニューヨークのナショナル・アカデミー・オブ・デザインの正会員に選ばれ、1920年にフランス政府からレジオンドヌール勲章（シュバリエ）を受勲した 。フランス、カルヴァドス県のLe Mesnil-sur-Blangyで亡くなった。

## 作品

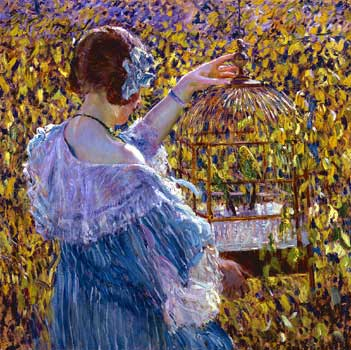
「鳥籠」(1910)
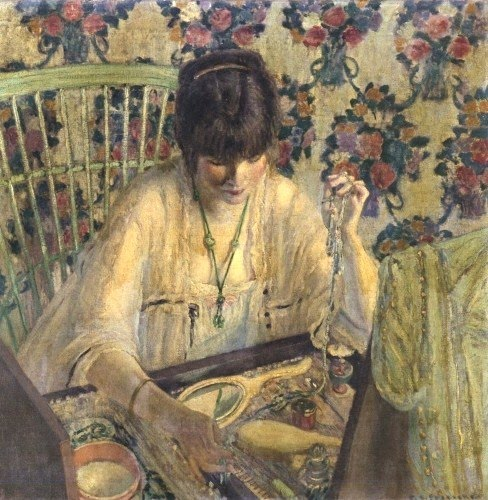
"La Poudreuse" (1913)
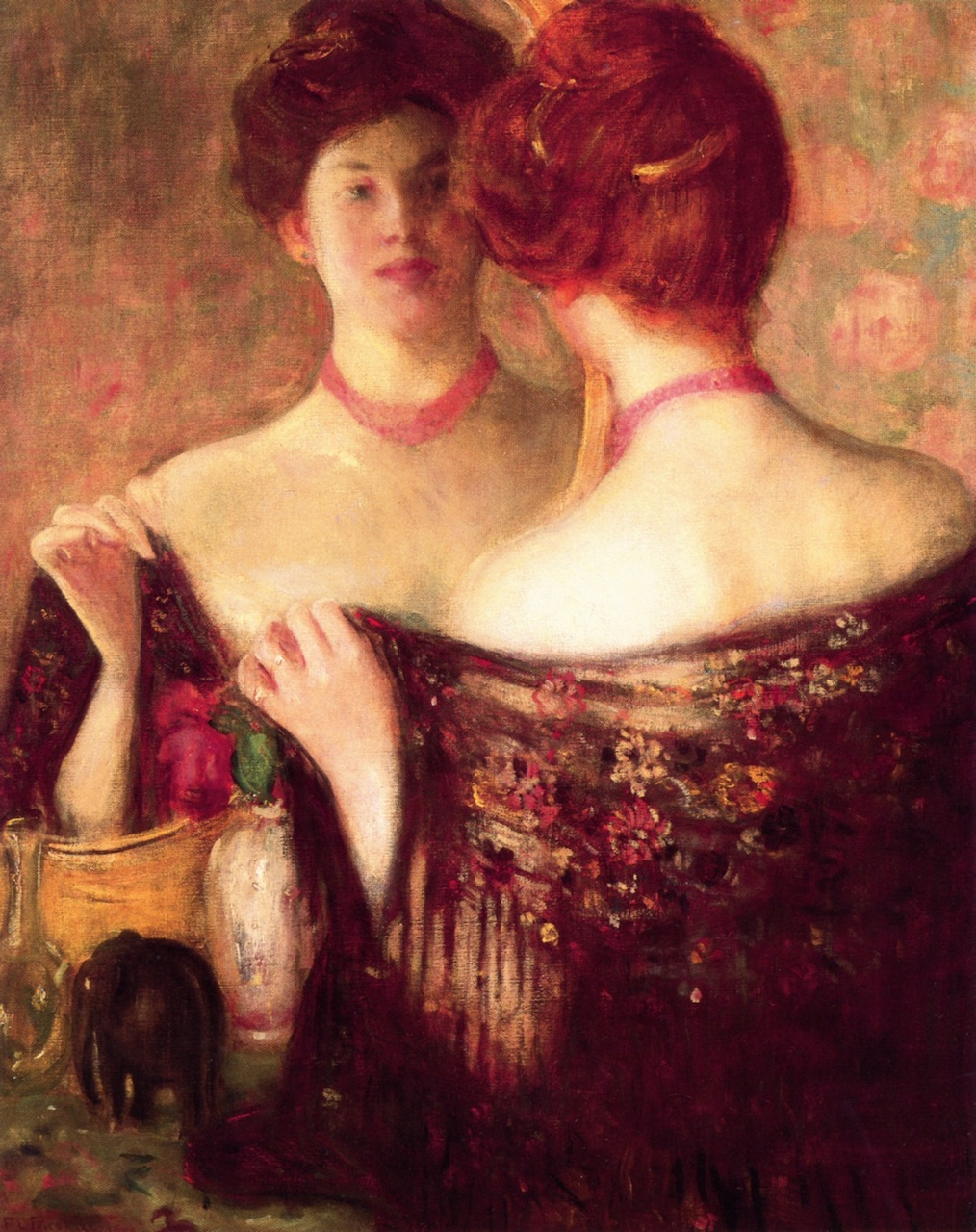
「鏡の前」(1902/1903)
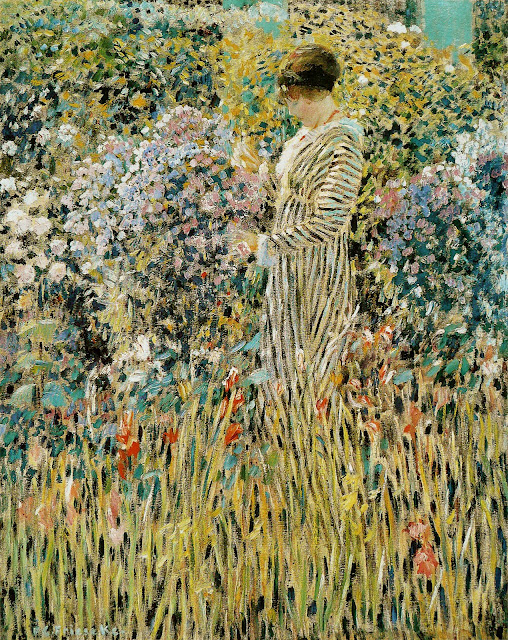
「庭園の女性」(1912)

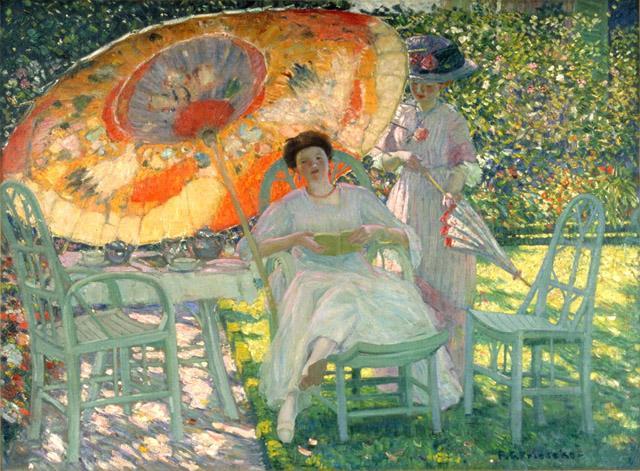
"Garden  Parasol" (c.1910)
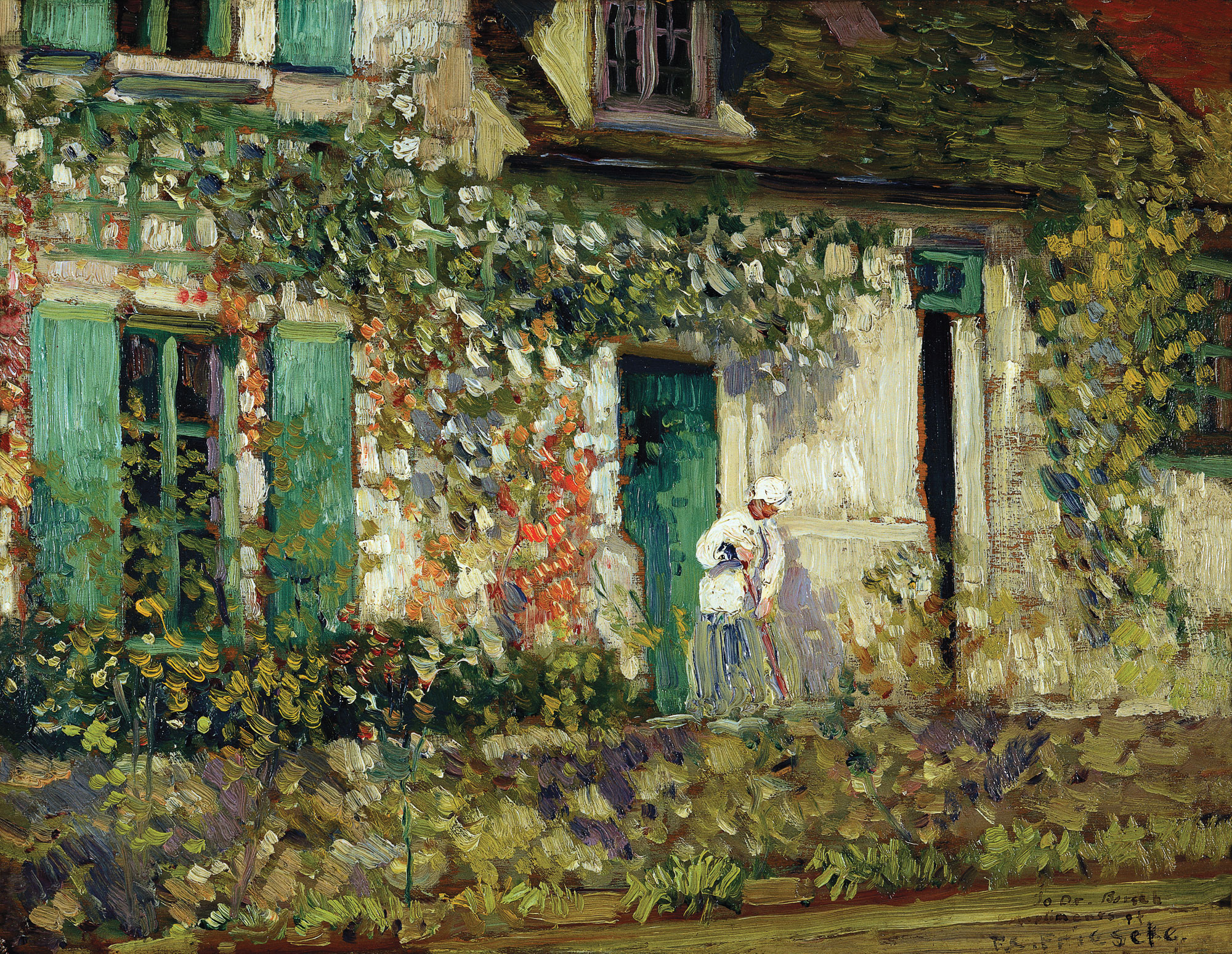
「ジヴェルニーの家」(c.1912)
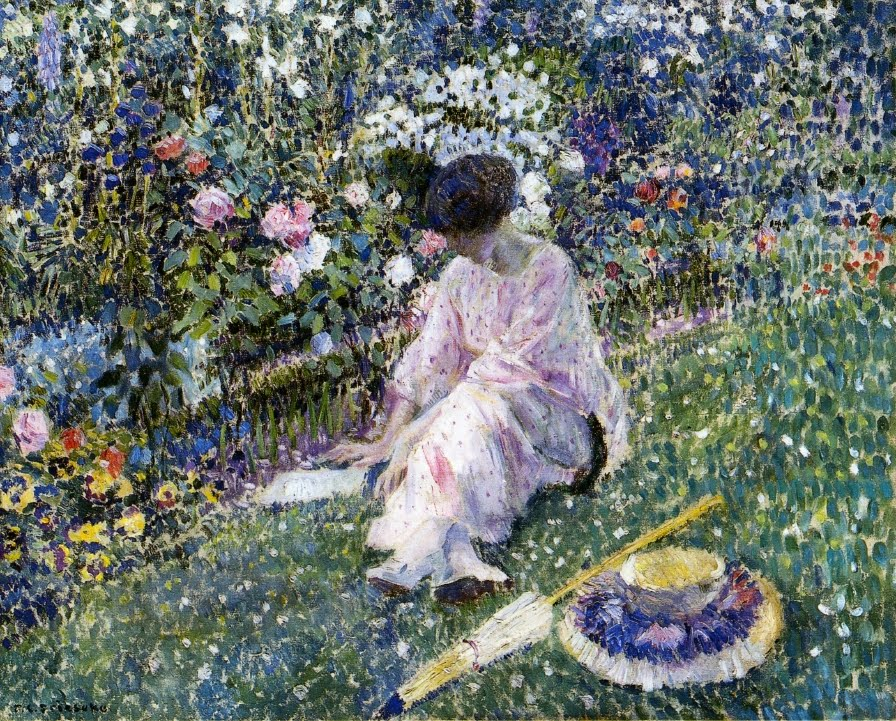
「6月の庭園の婦人」(1911)
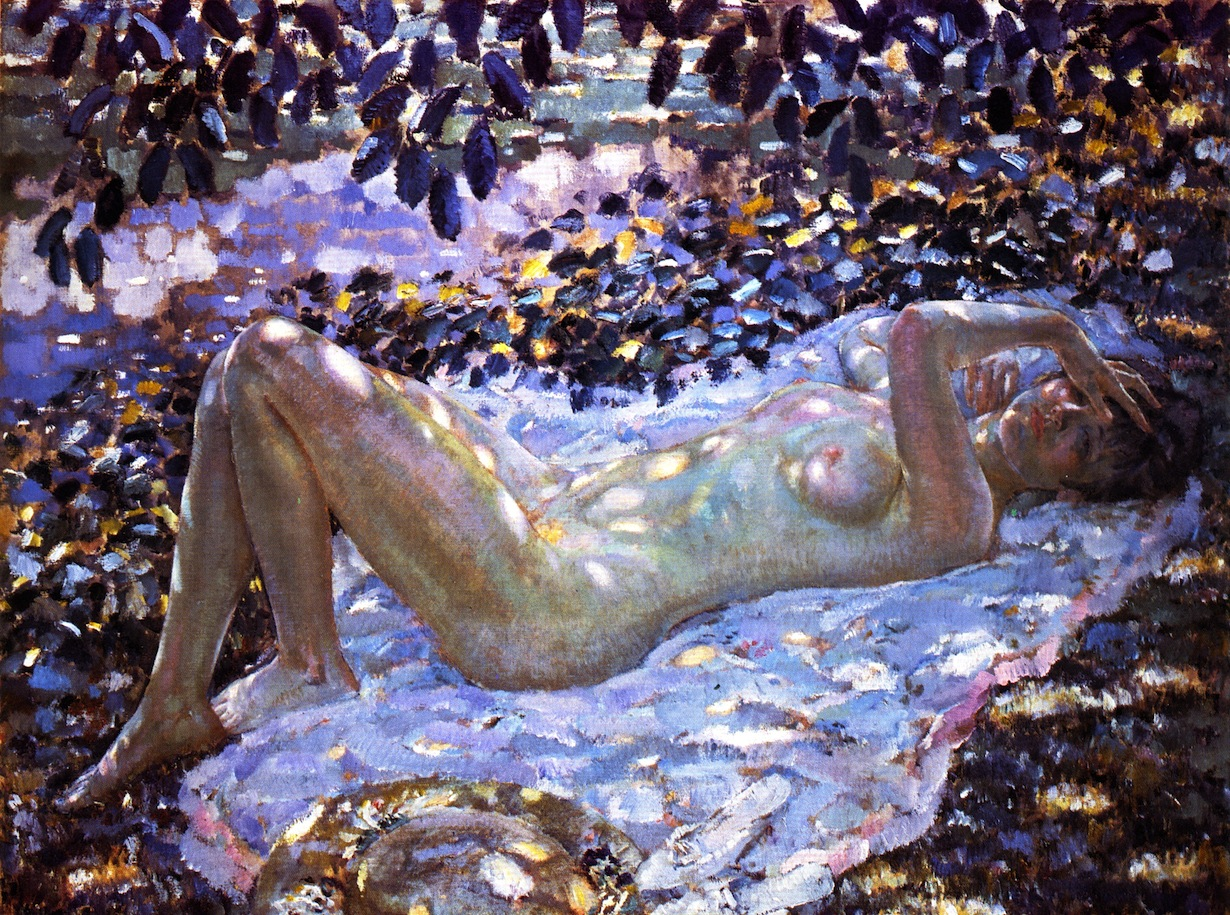
「木漏れ日の中のヌード」(1915)